# 2006-os Formula–1 japán nagydíj
A japán nagydíj volt a 2006-os Formula–1 világbajnokság tizenhetedik futama, amelyet 2006. október 8-án rendeztek meg a japán Suzuka Circuiten, Szuzukában.

## Pénteki versenyzők
| Csapat/Motor        | Versenyző           |
| ------------------- | ------------------- |
| Williams-Cosworth   | Alexander Wurz      |
| Honda               | Anthony Davidson    |
| Red Bull-Ferrari    | Michael Ammermüller |
| BMW Sauber          | Sebastian Vettel    |
| Spyker MF1-Toyota   | Adrian Sutil        |
| Toro Rosso-Cosworth | Neel Jani           |
| Super Aguri-Honda   | Franck Montagny     |

## Időmérő edzés
Az első rajtkockát Felipe Massa szerezte meg 1:29.599-es idővel csapattársa, Michael Schumacher előtt. Fernando Alonso csak ötödikként végzett. Meglepetésre a két toyotás, Ralf Schumacher és Jarno Trulli a harmadik illetve a negyedik pozíciót szerezte meg.

| Helyezés | Versenyző            | Csapat/Motor        | 1. rész    | 2. rész  | 3. rész  |
| -------- | -------------------- | ------------------- | ---------- | -------- | -------- |
| 1        | Felipe Massa         | Ferrari             | 1:30.112   | 1:29.830 | 1:29.599 |
| 2        | Michael Schumacher   | Ferrari             | 1:31.279   | 1:28.954 | 1:29.711 |
| 3        | Ralf Schumacher      | Toyota              | 1:30.595   | 1:30.299 | 1:29.989 |
| 4        | Jarno Trulli         | Toyota              | 1:30.420   | 1:30.204 | 1:30.039 |
| 5        | Fernando Alonso      | Renault             | 1:30.976   | 1:30.357 | 1:30.371 |
| 6        | Giancarlo Fisichella | Renault             | 1:31.696   | 1:30.306 | 1:30.599 |
| 7        | Jenson Button        | Honda               | 1:30.847   | 1:30.268 | 1:30.992 |
| 8        | Rubens Barrichello   | Honda               | 1:31.972   | 1:30.598 | 1:31.478 |
| 9        | Nick Heidfeld        | BMW Sauber          | 1:31.811   | 1:30.470 | 1:31.513 |
| 10       | Nico Rosberg         | Williams-Cosworth   | 1:30.585   | 1:30.321 | 1:31.856 |
| 11       | Kimi Räikkönen       | McLaren-Mercedes    | 1:32.080   | 1:30.827 |          |
| 12       | Robert Kubica        | BMW Sauber          | 1:31.204   | 1:31.094 |          |
| 13       | Pedro de la Rosa     | McLaren-Mercedes    | 1:31.581   | 1:31.254 |          |
| 14       | Mark Webber          | Williams-Cosworth   | 1:31.647   | 1:31.276 |          |
| 15       | Vitantonio Liuzzi    | Toro Rosso-Cosworth | 1:31.741   | 1:31.943 |          |
| 16       | Christijan Albers    | Spyker MF1-Toyota   | 1:32.221   | 1:33.750 |          |
| 17       | David Coulthard      | Red Bull-Ferrari    | 1:32.252   |          |          |
| 18       | Robert Doornbos      | Red Bull-Ferrari    | 1:32.402   |          |          |
| 19       | Scott Speed          | Toro Rosso-Cosworth | 1:32.867   |          |          |
| 20       | Szató Takuma         | Super Aguri-Honda   | 1:33.666   |          |          |
| 21       | Tiago Monteiro       | Spyker MF1-Toyota   | 1:33.709   |          |          |
| 22       | Jamamoto Szakon      | Super Aguri-Honda   | idő nélkül |          |          |

## Futam

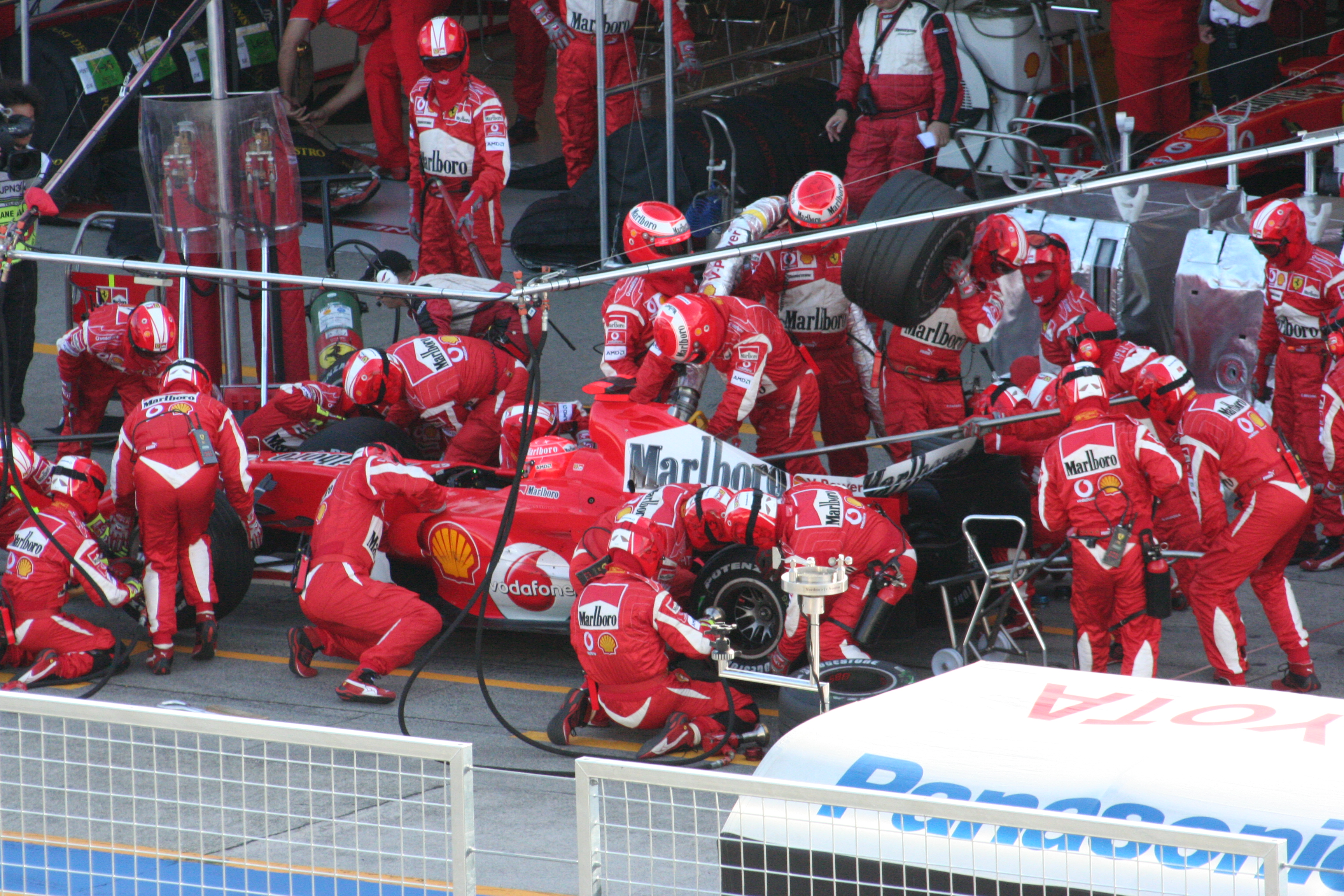
Michael Schumacher kerékcseréje

A második körben Michael Schumacher megelőzte brazil csapattársát, és az élre állt. Miután Massa a boxkiállása után beragadt Heidfeld mögé, Alonso feljött a második helyre. A 21. körben Albers autójának hátsó felfüggesztése kiszakadt a célegyenes előtt, de a biztonsági autót nem kellett beküldeni. 16 körrel a verseny vége előtt az addig vezető Schumachernek motorhiba miatt ki kellett állnia, így Alonso megnyerte a futamot. A leggyorsabb kör is a spanyolé lett, 1:32.676-es idővel. A további pontszerzők Felipe Massa, Giancarlo Fisichella, Jenson Button, Kimi Räikkönen, Jarno Trulli, Ralf Schumacher és Nick Heidfeld voltak.
A verseny után Alonso ismét vezette a bajnokságot, 10 pontra növelte előnyét, amivel szinte bebiztosította világbajnoki címét. Schumacher csak úgy tudott volna világbajnok lenni, ha az utolsó futamot megnyeri, míg Alonso nem szerez pontot.
| Helyezés | Rajtszám | Versenyző            | Csapat/Motor        | Futott kör | Idő/Kiesés oka | Rajthely | Pont |
| -------- | -------- | -------------------- | ------------------- | ---------- | -------------- | -------- | ---- |
| 1        | 1        | Fernando Alonso      | Renault             | 53         | 1h23:52.413    | 5        | 10   |
| 2        | 6        | Felipe Massa         | Ferrari             | 53         | + 16.151       | 1        | 8    |
| 3        | 2        | Giancarlo Fisichella | Renault             | 53         | + 23.953       | 6        | 6    |
| 4        | 12       | Jenson Button        | Honda               | 53         | + 34.101       | 7        | 5    |
| 5        | 3        | Kimi Räikkönen       | McLaren-Mercedes    | 53         | + 43.596       | 11       | 4    |
| 6        | 8        | Jarno Trulli         | Toyota              | 53         | + 46.717       | 4        | 3    |
| 7        | 7        | Ralf Schumacher      | Toyota              | 53         | + 48.869       | 3        | 2    |
| 8        | 16       | Nick Heidfeld        | BMW Sauber          | 53         | + 1:16.095     | 9        | 1    |
| 9        | 17       | Robert Kubica        | BMW Sauber          | 53         | + 1:16.932     | 12       |      |
| 10       | 10       | Nico Rosberg         | Williams-Cosworth   | 52         | + 1 kör        | 10       |      |
| 11       | 4        | Pedro de la Rosa     | McLaren-Mercedes    | 52         | + 1 kör        | 13       |      |
| 12       | 11       | Rubens Barrichello   | Honda               | 52         | + 1 kör        | 8        |      |
| 13       | 15       | Robert Doornbos      | Red Bull-Ferrari    | 52         | + 1 kör        | 18       |      |
| 14       | 20       | Vitantonio Liuzzi    | Toro Rosso-Cosworth | 52         | + 1 kör        | 15       |      |
| 15       | 22       | Szató Takuma         | Super Aguri-Honda   | 52         | + 1 kör        | 20       |      |
| 16       | 18       | Tiago Monteiro       | Spyker MF1-Toyota   | 51         | + 2 kör        | 21       |      |
| 17       | 23       | Jamamoto Szakon      | Super Aguri-Honda   | 50         | + 3 kör        | 22       |      |
| 18       | 21       | Scott Speed          | Toro Rosso-Cosworth | 48         | Kormányzás     | 19       |      |
| Ki       | 9        | Mark Webber          | Williams-Cosworth   | 39         | Baleset        | 14       |      |
| Ki       | 5        | Michael Schumacher   | Ferrari             | 36         | Motorhiba      | 2        |      |
| Ki       | 14       | David Coulthard      | Red Bull-Ferrari    | 35         | Váltóhiba      | 17       |      |
| Ki       | 19       | Christijan Albers    | Spyker MF1-Toyota   | 20         | Kardántengely  | 16       |      |

## A világbajnokság élmezőnyének állása a verseny után
| H | Versenyzők           | Pont | H | Konstruktőrök    | Pont |
| - | -------------------- | ---- | - | ---------------- | ---- |
| 1 | Fernando Alonso      | 126  | 1 | Renault          | 195  |
| 2 | Michael Schumacher   | 116  | 2 | Ferrari          | 186  |
| 3 | Felipe Massa         | 70   | 3 | McLaren-Mercedes | 105  |
| 4 | Giancarlo Fisichella | 69   | 4 | Honda            | 78   |
| 5 | Kimi Räikkönen       | 61   | 5 | BMW Sauber       | 36   |

## Statisztikák
Vezető helyen:
- Felipe Massa: 2 (1-2)
- Michael Schumacher: 34 (3-36)
- Fernando Alonso: 17 (37-53)

Fernando Alonso 15. győzelme, 8. leggyorsabb köre, Felipe Massa 2. pole-pozíciója.
- Renault 33. győzelme.